# Pierre Mignoni

a Compétitions nationales et continentales officielles uniquement.

b Matchs officiels uniquement.
Pierre Mignoni, né le 28 février 1977 à Toulon (Var), est un joueur et entraîneur de rugby à XV français. Il joue en équipe de France de 1997 à 2007 et évolue au poste de demi de mêlée.
Avec l'ASM Clermont Auvergne, il remporte le Challenge européen en 2007. Avec le XV de France, il remporte le Tournoi des Six Nations en 2002 et en 2007.
Après une première expérience d'entraîneur des lignes arrière au RC Toulon, Pierre Mignoni est entraîneur principal du Lyon olympique universitaire de 2015 à 2022, avant de revenir au RC Toulon en tant que directeur du rugby.

## Biographie

### Carrière de joueur
Pierre Mignoni commence sa carrière au RC Toulon. Après ses débuts à Toulon, il est rapidement sélectionné en équipe de France en 1997 à seulement 20 ans.
Il a honoré sa première cape internationale en équipe de France le 22 octobre 1997 contre l'équipe de Roumanie et il a joué sous le maillot des barbarians britanniques.
Il est sélectionné avec les Bleus pour la Coupe du monde 1999. La blessure de Philippe Carbonneau lui avait fait aborder la compétition comme titulaire. Cependant, il est finalement contraint de quitter le groupe à la suite d'une blessure. Il est alors remplacé par Fabien Galthié. Il mettra trois ans à reporter le maillot tricolore.
En novembre 2000, il est sélectionné avec les Barbarians français pour jouer la Nouvelle-Zélande au Stade Bollaert à Lens. Les Baa-Baas parviennent à s'imposer 23 à 21.
Ses bonnes performances sous la maillot de Dax lui permettent de revenir en équipe de France. Il est remplaçant contre l'Angleterre lors du dernier match du Tournoi des Six Nations 2001 mais ne rentre pas en jeu. Sélectionné pour la tournée d'été, comme doublure du capitaine Fabien Galthié, une blessure l'empêche de postuler pour le dernier match contre la Nouvelle Zélande.

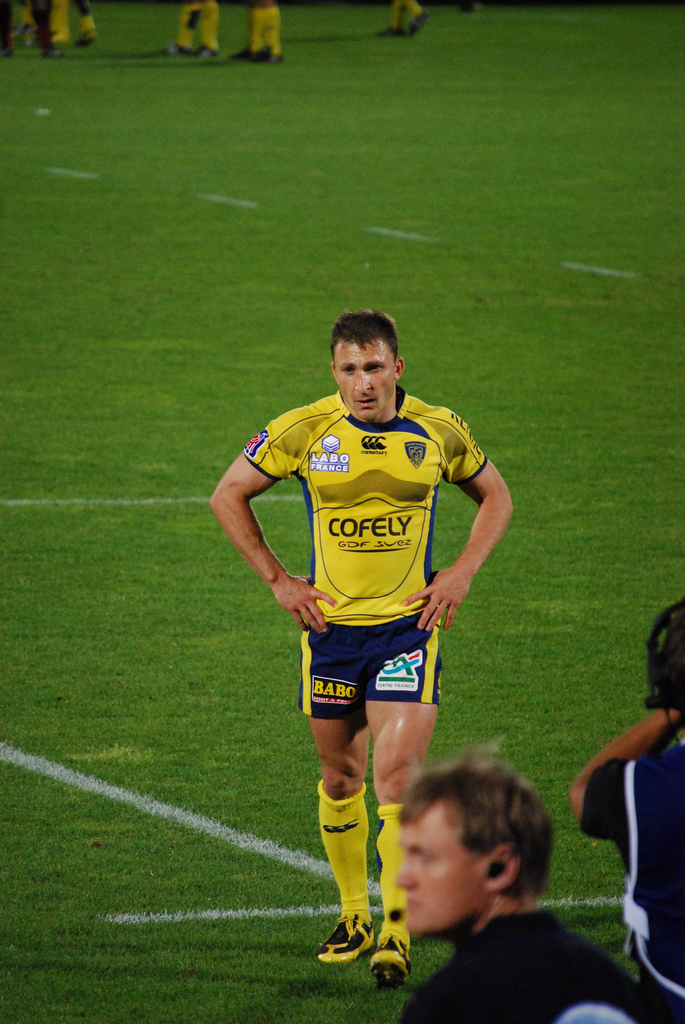
Pierre Mignoni avec l'ASM Clermont Auvergne.

Evoluant à l'AS Béziers, il est titulaire avec les Bleus contre le Pays de Galles à Cardiff dans le Tournoi des Six Nations 2002, et finit la compétition comme remplaçant. Il remporte ainsi le grand chelem. L'avènement de Dimitri Yachvili le prive cependant de la Coupe du Monde 2003.
Alors qu'il se balade de club en club (AS Béziers de 1997 à 1998, RC Toulon de 1999 à 2000, US Dax de 2000 à 2001 et de nouveau l'AS Béziers de 2001 à 2003), il se pose finalement à l'AS Montferrand en 2003. En Auvergne, Pierre Mignoni s'impose enfin et il parvient à jouer une première finale du championnat en 2007.
Pénalisé au regard de la concurrence que lui livre Jean-Baptiste Ellisalde et Dimitri Yachvili car il n'est pas buteur, il revient par intermittence chez les Bleus. En 2007, toutefois, le sélectionneur Bernard Laporte lui confie le poste de titulaire à la mêlée pour le Tournoi. Associé en charnière à David Skrela, le Clermontois aligne les excellentes prestations, devenant un pion essentiel des Bleus. Alors qu'il termine la saison en remportant le Challenge européen et en accédant à la finale de championnat, il est logiquement intégré au groupe des 30 sélectionnés pour la coupe du monde 2007, préféré à Dimitri Yachvili. Initialement, numéro 1 dans la hiérarchie des demis de mêlée, il est titulaire lors du match d'ouverture France - Argentine, associé à David Skrela. Mais, à la suite de la défaite dans ce premier match, il perd sa place de titulaire, comme d'autres joueurs alignés en ouverture, au profit de Jean-Baptiste Elissalde.
Avec son club, il accède de nouveau à la finale de champion en 2008 puis 2009 sans arriver à soulever le Bouclier de Brennus. En 2009, après six saisons passées à Clermont, il décide de ne pas honorer la dernière année de contrat avec l'ASM et de rejoindre Toulon, le club de ses débuts. Ironie du sort, Clermont est champion de France l'année suivante, après trois finales perdues avec Pierre Mignoni comme titulaire, avec Morgan Parra à la mêlée.
Pierre Mignoni a annoncé qu'il se retirerait des terrains de rugby à la fin de la saison 2010-2011 et a refusé le contrat de deux ans que lui proposait le RC Toulon.

### Reconversion en tant qu'entraîneur

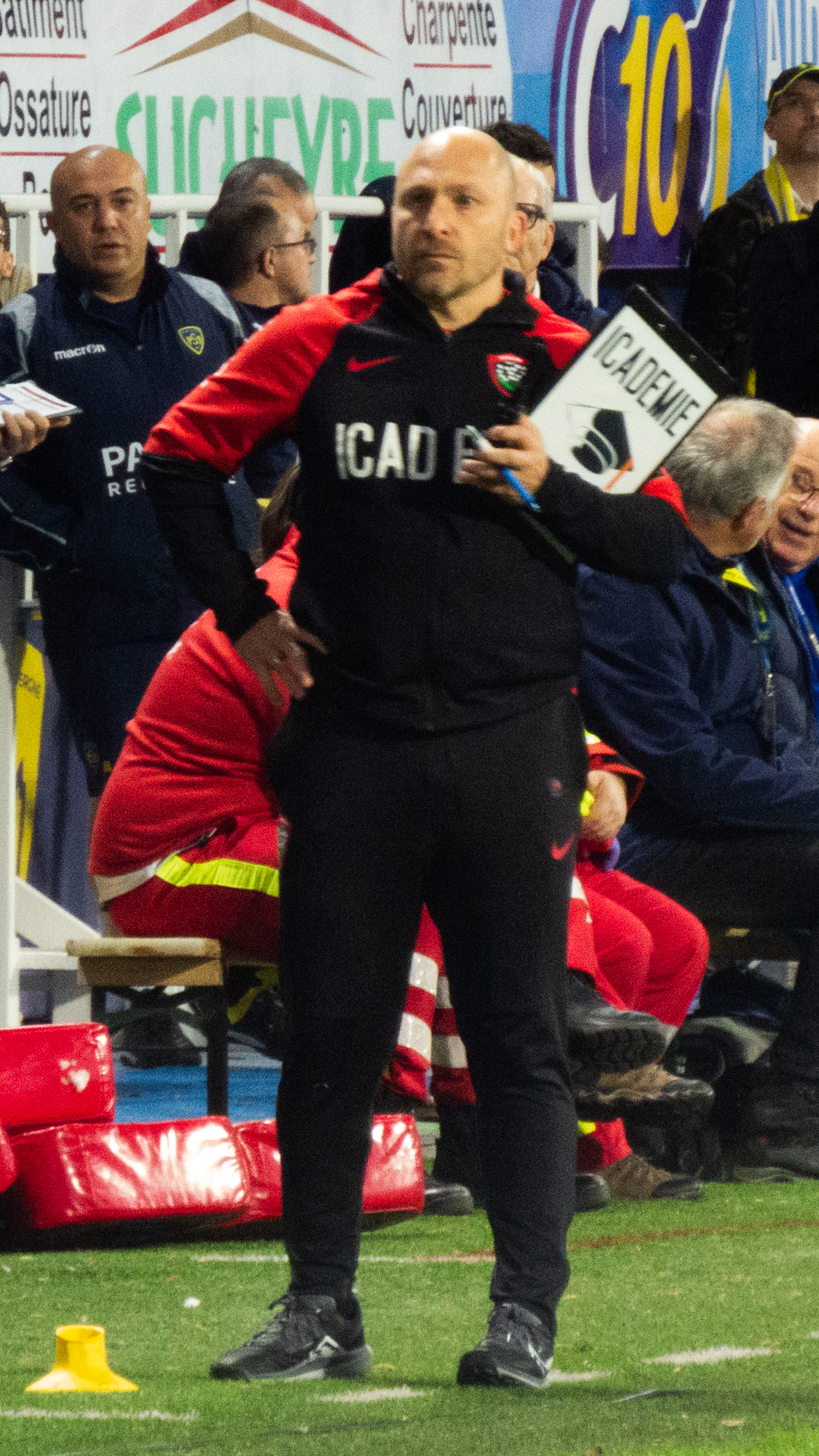
Pierre Mignoni entraîne le RC Toulon à plusieurs reprises, ici pendant la saison 2023-2024.

En 2011, il met un terme à sa carrière de joueur et se reconvertit entraîneur. Il devient alors entraîneur responsable des arrières du RC Toulon de 2011 à 2015, adjoint du manager Bernard Laporte. Ils permettent au club de remporter trois titres de champion d'Europe en 2013, 2014 et  2015, et au titre de champion de France en 2014.
En 2015, il quitte le RC Toulon pour devenir l'entraîneur principal de Lyon OU pour la saison 2015-2016 en Pro D2. Il s'entoure d'un ancien coéquipier toulonnais et biterrois Sébastien Bruno en tant qu'entraîneur des avants. Dès la première saison, ils mènent le club à la première place du championnat, synonyme d'accession directe en Top 14 en 2016. En 2017, il prolonge son contrat de cinq ans et est ainsi engagé avec le LOU jusqu'en 2023.
En juin 2017, il est choisi pour entraîner les Barbarians français au côté de Jacques Delmas pour une tournée de deux matchs en Afrique du Sud.
Le 3 février 2022, le Lyon olympique universitaire rugby annonce le départ de Pierre Mignoni du club à la fin de la saison, soit un an avant le terme de son contrat. Avant son départ, il remporte le Challenge européen avec l'équipe lyonnaise.
Il revient au RC Toulon en tant que directeur du rugby. Il dirige l'équipe avec Franck Azéma. Dès la première saison, il remporte le Challenge Cup 2022-2023, son deuxième consécutif à titre individuel. En 2023, Azéma quitte le club et Mignoni prend seul les rênes de l'équipe avec un staff remanié autour des italiens Andréa Masi et Sergio Parisse.

## Statistiques

### Internationales
- 28 sélections en équipe de France
- 6 essais (30 points)
- Sélections par année : 2 en 1997, 6 en 1999, 5 en 2002, 3 en 2005, 1 en 2006, 11 en 2007

#### Tournoi des Six Nations
- Tournois des Six Nations disputés : 2002, 2005, 2007

| Édition          | Rang | Résultats France | Résultats Mignoni | Matchs Mignoni |
| ---------------- | ---- | ---------------- | ----------------- | -------------- |
| Six Nations 2002 | 1    | 5 v, 0 n, 0 d    | 3 v, 0 n, 0 d     | 3/5            |
| Six Nations 2005 | 2    | 4 v, 0 n, 1 d    | 2 v, 0 n, 0 d     | 2/5            |
| Six Nations 2007 | 1    | 4 v, 0 n, 1 d    | 4 v, 0 n, 1 d     | 5/5            |

Légende : v = victoire ; n = match nul ; d = défaite ; la ligne est en gras quand il y a Grand Chelem.

#### Coupe du monde
- En Coupe du monde :
  - 1999 : 2 sélections (Canada, Namibie)
  - 2007 : 3 sélections (Argentine, Géorgie et Argentine pour le match pour la 3e place)

| Édition          | Rang      | Résultats France | Résultats Mignoni | Matchs Mignoni |
| ---------------- | --------- | ---------------- | ----------------- | -------------- |
| Royaume-Uni 1999 | Finaliste | 5 v, 0 n, 1 d    | 2 v, 0 n, 0 d     | 2/6            |
| France 2007      | Quatrième | 4 v, 0 n, 3 d    | 1 v, 0 n, 2 d     | 3/7            |

Légende : v = victoire ; n = match nul ; d = défaite.

### Entraîneur
| Saison      | Club      | Division | Poste                | Classement                | Coupe d'Europe                | Challenge européen |
| ----------- | --------- | -------- | -------------------- | ------------------------- | ----------------------------- | ------------------ |
| 2011 - 2012 | RC Toulon | Top 14   | Arrières             | Défaite en finale         | -                             | Défaite en finale  |
| 2012 - 2013 | RC Toulon | Top 14   | Arrières             | Défaite en finale         | Champion d'Europe             | -                  |
| 2013 - 2014 | RC Toulon | Top 14   | Arrières             | Champion de France        | Champion d'Europe             | -                  |
| 2014 - 2015 | RC Toulon | Top 14   | Arrières             | Éliminé en demi-finale    | Champion d'Europe             | -                  |
| 2015 - 2016 | Lyon OU   | Pro D2   | Entraîneur principal | Champion de France Pro D2 | -                             | -                  |
| 2016 - 2017 | Lyon OU   | Top 14   | Entraîneur principal | 10e                       | -                             | Éliminé en poule   |
| 2017 - 2018 | Lyon OU   | Top 14   | Entraîneur principal | Éliminé en demi-finale    | -                             | Éliminé en poule   |
| 2018 - 2019 | Lyon OU   | Top 14   | Entraîneur principal | Éliminé en demi-finale    | Éliminé en poule              | -                  |
| 2019 - 2020 | Lyon OU   | Top 14   | Entraîneur principal | 2e (arrêt du championnat) | Éliminé en poule              | -                  |
| 2020 - 2021 | Lyon OU   | Top 14   | Entraîneur principal | 9e                        | Éliminé en huitième de finale | -                  |
| 2021 - 2022 | Lyon OU   | Top 14   | Entraîneur principal | 9e                        | -                             | Vainqueur          |
| 2022 - 2023 | RC Toulon | Top 14   | Directeur du rugby   | 7e                        | -                             | Vainqueur          |

## Palmarès

### En club
- ASM Clermont

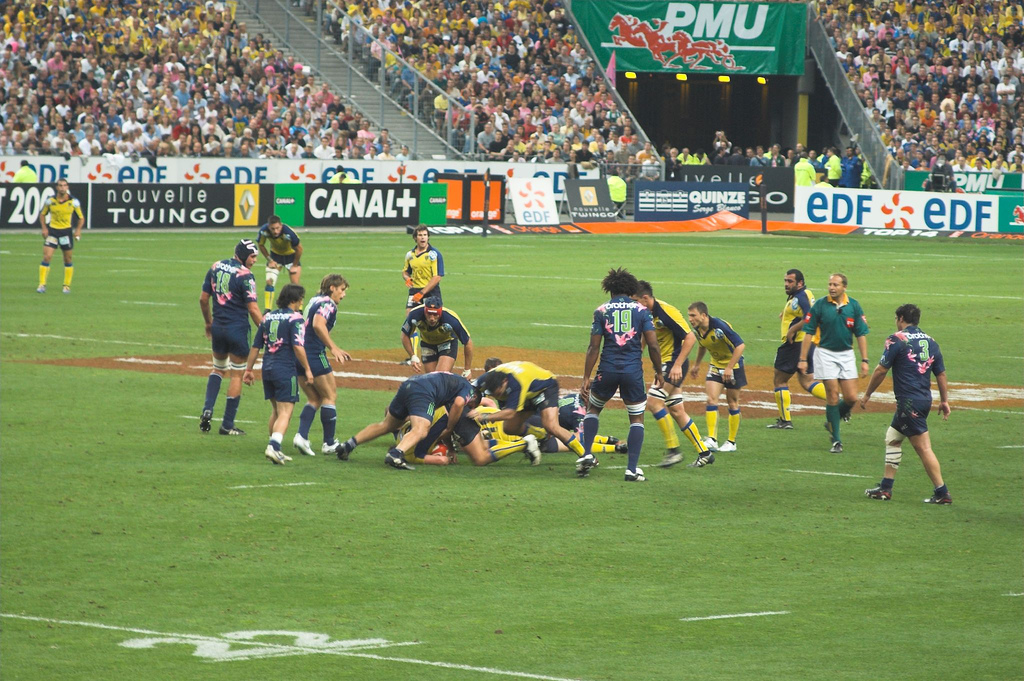
Finale du Top 14 2007 : ASM Clermont en jaune et Stade français Paris en bleu

  - Finaliste du Challenge européen en 2004 et 2010
  - Vainqueur du Challenge européen en 2007
  - Finaliste du Championnat de France en 2007, 2008 et 2009

### En équipe nationale
- France
  - Vainqueur du Tournoi des Six Nations en 2002 (Grand Chelem) et 2007

### Entraîneur
- RC Toulon
  - Finaliste du Championnat de France en 2012 et 2013

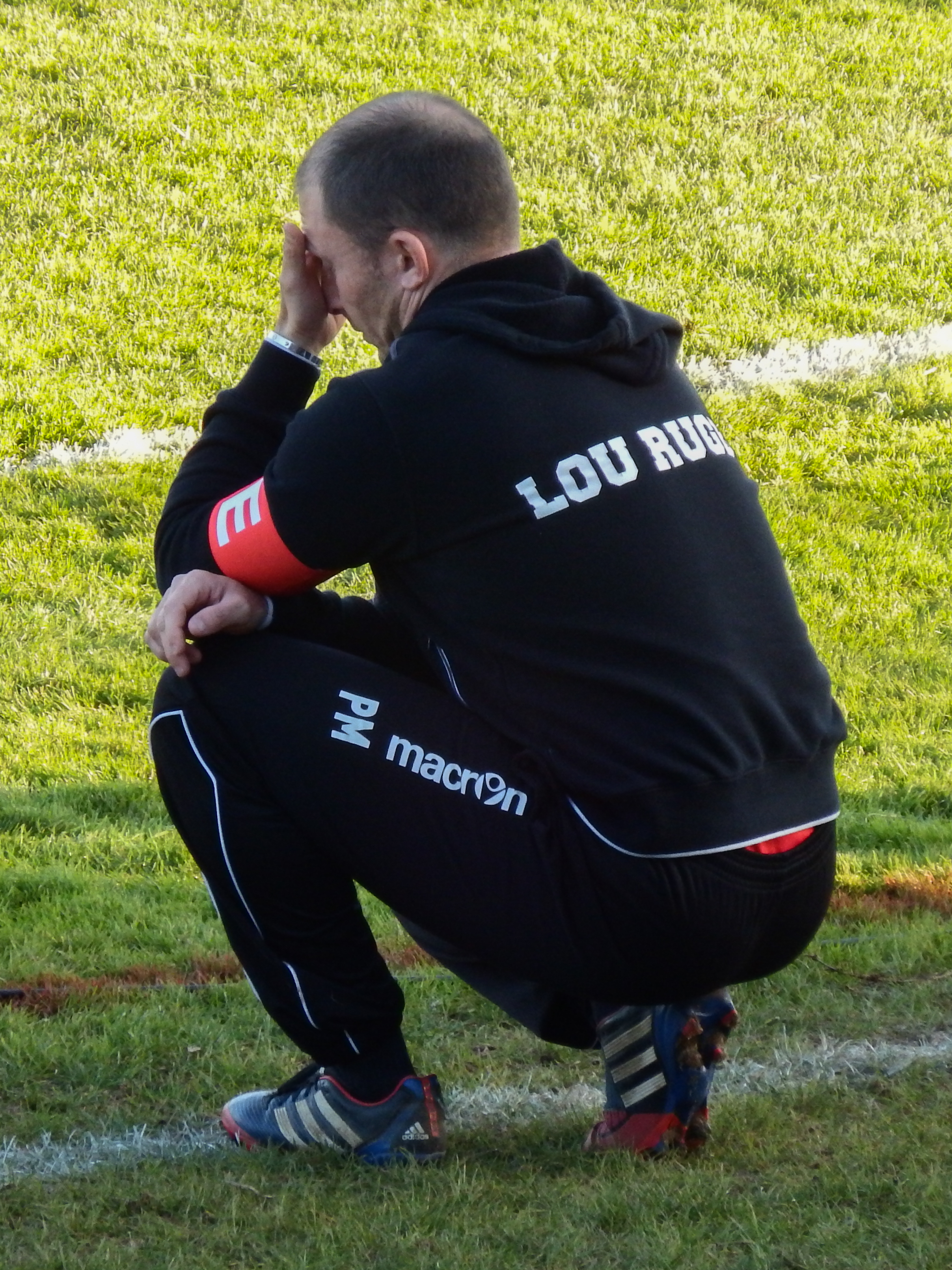
Pierre Mignoni conduit le Lyon OU vers le titre de champion de Pro D2 au terme de la saison 2015-2016.

  - Vainqueur du Championnat de France en 2014
  - Vainqueur de la Coupe d'Europe en 2013, 2014 et 2015
  - Vainqueur de la Challenge Cup en 2023

- Lyon OU
  - Vainqueur du Championnat de France de Pro D2 en 2016
  - Vainqueur du Challenge européen en 2022

### Distinctions personnelles
- Oscars du Midi olympique :  Oscar d'Argent 2007
- Oscars du Midi olympique 2014 :  Oscar d'Or du meilleur encadrement (avec Bernard Laporte et Jacques Delmas)
- Nuit du rugby 2014 : Meilleur staff d'entraîneur du Top 14 (avec Bernard Laporte et Jacques Delmas) pour la saison 2013-2014
- Nuit du rugby 2016 : Meilleur staff d'entraîneur de la Pro D2 (avec Sébastien Bruno et David Ellis) pour la saison 2015-2016